# 贾梅·卡斯特里隆
贾梅·卡斯特里隆（Jaime Castrillón，1983年4月5日—），是哥伦比亚职业足球运动员，曾代表国家队参加了2004年和2007年的美洲杯。
2009年初卡斯特里隆租借至中甲南昌八一，帮助球队冲上了超级联赛。2010年他回到哥伦比亚继续租借加盟卫冕春季联赛冠军卡尔达斯十一人，次年又回到母队麦德林独立。2012年1月，卡斯特里隆转会美国职业足球大联盟科罗拉多急流。 